# Robert Keohane
Robert Owen Keohane (* 3. října 1941 Chicago, Illinois) je americký politolog, teoretik mezinárodních vztahů, jeden z hlavních představitelů neoliberálního institucionalismu. Působí jako profesor politologie na Woodrow Wilson School Princetonské univerzity.

## Osobní život
Narodil se v chicagské univerzitní nemocnici. V deseti letech se rodina přestěhovala do Mount Carroll v Illinois. Bakalářský titul získal v roce 1961 na malé soukromé univerzitě Shimer College v Chicagu, kde přednášeli jeho rodiče. Postgraduální studium ukončil roku 1966 na Harvardu (Ph.D.), rok po odchodu z privátní univerzity Swarthmore College. Jeho školitelem byl harvardský profesor Stanley Hoffmann.

## Profesní kariéra
Postupně vyučoval na Swarthmore College, Stanfordu, Brandeis University, Harvardu a Duke University. Na Harvardu je profesorem v oboru mezinárodního míru, na Dukeově univerzitě pak profesorem politologie.
V letech 1974 až 1980 byl editorem odborného časopisu International Organization, v období 1988-89 zastával funkci prezidenta International Studies Association, mezi lety 1999-2000 pak prezidentem Americké politologické společnosti (American Political Science Association).
Je členem Americké akademie umění a věd. Roku 2005 obdržel Cenu Johana Skyttea pro obor politologie a stejného roku byl zvolen do Národní akademie věd Spojených států amerických. V roce 2005 byl také vybrán za nejvlivnějšího vědce v oblasti mezinárodních vztahů prestižním periodikem Foreign Policy.
Je ženatý s Nannerl O. Keohaneovou, bývalou rektorkou Dukeovy univerzity a hostující profesorkou veřejných záležitostí na Princeton University.

## Vědecká činnost
V roce 1977 společně s Josephem S. Nyem vydali vlivnou knihu Power and Interdependence: World Politics in Transition (nejcitovanější dílo neoliberálního institucionalismu), která přispěla k rozvinutí tzv. třetí debaty mezinárodních vztahů mezi neorealismem/neoliberalismem a neomarxismem.
Je představitelem neoliberálního institucionalismu, který v rámci studia mezinárodní politiky začal zkoumat nové, dosud opomíjené aktéry, a to nadnárodní korporace, vládní i nevládní mezinárodní organizace a nové typy vazeb – vzájemnou závislost (interdependenci) a integraci těchto hráčů na poli mezinárodního systému.

## Výbor z díla
- After Hegemony: Cooperation and Discord in the World Political Economy. Princeton University Press. 1984.
- Neorealism and Its Critics. Columbia University Press. 1986.
- International Institutions and State Power: Essays in International Relations Theory. Westview, 1989.
- Power and Interdependence: World Politics in Transition. Little. Brown. 1977; společně s Josephem S. Nyem.
- Designing Social Inquiry: Scientific Inference in Qualitative Research. Princeton, 1994; společně s Gary Kingem a Sidneym Verbaem
- Power and Interdependence in a Partially Globalized World. Routledge. New York. 2002.